# Enicospilus orgilus
Enicospilus orgilus là một loài tò vò trong họ Ichneumonidae.